# Jaroslav Černý (Ägyptologe)
Jaroslav Černý (* 22. August 1898 in Pilsen; † 29. Mai 1970 in Oxford) war ein tschechisch-britischer Ägyptologe.

## Leben
Joraslav Černý studierte ab 1915 an der Prager Karls-Universität bei František Lexa, wurde dort 1922 promoviert und habilitierte sich 1929 ebenda. Ab 1925 nahm er an französischen Grabungen in Deir el-Medina/Theben teil. Ab 1939 lebte er in Ägypten, ab 1943 in England. Nach einer kurzen Rückkehr nach Prag 1945/46 wurde er 1946  Professor für Ägyptologie am University College London. Danach wirkte er von 1951 bis zu seinem Ruhestand 1965 als Professor für Ägyptologie an der Universität Oxford. Sein Spezialgebiet war die hieratische Schrift, das Neue Reich sowie die neuägyptische Literatur. 1953 wurde er Mitglied (Fellow) der British Academy.

## Publikationen
- Catalogue des ostraca hiératiques non littéraires de Deir el-Medineh. 7 Bände, Kairo 1937–1970.
- Ostraca hiératiques (= Catalogue Général du Musée égyptien du Caire.Nr. 25501-25832.) Kairo 1935.
- Late Ramesside letters. Brüssel 1939.
- mit B. Bruyère, J. J. Clère: Répertoire onomastique de Deir el-Médineh. Kairo 1949 (Digitalisat).
- mit Alan H. Gardiner, T. Eric Peet: The Inscriptions of Sinai. London 1952, 1955.
- Paper & Books in Ancient Egypt. London 1947.
- Ancient Egyptian Religion. London 1952 (auch Ausgabe 1957).
- Hieratic Ostraca. Band 1. Oxford 1957.
- Egyptian Stelae in the Bankes Collection. Oxford 1958.
- Hieratic Inscriptions from the Tomb of Tut'ankhamun. Oxford 1965.
- A Community of Workmen at Thebes in the Ramesside Period. Kairo 1973.
- zusammen mit Sarah Israelit Groll, unterstützt von Christopher Eyre: A Late Egyptian Grammar. Rom 1975 (auch Ausgaben 1978, 1984).
- Coptic Etymological Dictionary. Cambridge 1976.
- Papyrus hiératiques de Deir el-Médineh. Band 1. (Fertiggestellt von Georges Posener) Kairo 1978.